# Georg Michael Gramlich
Georg Michael Gramlich (* 1795 in Hamburg; †  1880 in Hamburg) war ein deutscher Kaufmann, Konsul und Ehrenbürger der Hansestädte Bremen, Hamburg und Lübeck.

## Biografie
In Hamburg erlernte Gramlich den Beruf eines Kaufmanns. Er wurde hamburgischer Konsul und hanseatischer Geschäftsträger in Venezuela und handelte als Vertreter der Interessen der drei Hansestädte Lübeck, Bremen und Hamburg in Caracas den „Freundschafts-, Handels- und Schifffahrtsvertrag“ zwischen den Hansestädten und der Republik Venezuela vom 27. Mai 1837  aus, welcher die Handelsmöglichkeiten der drei Hansestädte auf dem Weltmarkt erheblich erweiterte. Schon damals war Venezuela ein wichtiger Handelspartner der Hansestädte. Durch einen Vertrag von 1835 zwischen Venezuela und den USA war die USA von Abgaben freigestellt. Die Hansestädte mussten deshalb US-Schiffe nutzen, um diesen Vorteil auch zu nutzen. Durch den Vertrag von 1837 entfiel der Transportnachteil mittels US-Schiffe. Nach Abschluss des Vertrages wuchs das Handelsvolumen der Hansestädte mit Venezuela um 130 %. 
Auf Vorschlag von Hamburg wurde Gramlich die Ehrenbürgerwürde in allen drei Hansestädten verliehen. Der Lübecker Senat setzte die Würdigung jedoch unter den Vorbehalt „für den Fall, dass von Seiten Hamburgs ein Gleiches geschehen sollte“, sodass sie erst nach der Zustimmung zur Ehrenbürgerwürde durch Hamburg in Kraft gesetzt wurde.

## Ehrungen
Gramlich wurde  1838 
- Ehrenbürger von Bremen.
- Ehrenbürger von Hamburg
- Ehrenbürger von Lübeck

Das jeweilige Ehrenbürgerrecht in den drei Hansestädte ist die höchste Auszeichnung, die an Persönlichkeiten verliehen wurde, die sich um die Stadt verdient gemacht haben, da diese Hansestädte traditionell keine Orden vergeben.